# 浅野長武 (侯爵)
浅野 長武（あさの ながたけ、1895年（明治28年）7月5日 - 1969年（昭和44年）1月3日）は、日本の美術史家、政治家、華族。貴族院侯爵議員、東京国立博物館長を歴任した。

## 経歴
東京市出身。侯爵・浅野長之の息子として生まれる。学習院高等科を経て、1920年、東京帝国大学文学部国史科を卒業し、さらに同大学大学院を修了。父・長之が1940年12月20日に隠居し家督を相続する。同月28日、侯爵を襲爵し、貴族院侯爵議員に就任する。火曜会に所属し、1947年5月2日の貴族院廃止まで在任した。
1927年、学習院講師に就任する。その他、内務省嘱託、帝国学士院嘱託、東京府嘱託、文部省委員、歌御会始読師などを歴任する。また、重要美術品等調査委員会会長、正倉院評議員、国立近代美術館評議員、国立西洋美術館評議員なども務めた。
1951年、東京国立博物館長に就任し、美術界で話題となる大展覧会を開催した。また、館長在任中の1960年（昭和35年）2月29日の浩宮徳仁親王（現・第126代天皇）および1965年（昭和40年）12月6日の礼宮文仁親王（現・皇嗣）の「浴湯の儀」において、前田利建（宮内庁式部官）とともに鳴弦の儀を執り行った。

## 著書
- 『美術道すがら』講談社、1966年。
- 『日本美術の流れ』信濃毎日新聞社、1966年。

## 親族
- 前妻：恭子（やすこ、伏見宮博恭王長女）[1]
- 後妻：安子（やすこ、山階宮菊麿王長女）[1]
  - 長女：頼子（徳川圀斉の妻）[1]
  - 長男：長愛（山階鳥類研究所理事長）[1]
  - 次男：芳正（山階芳麿養子）[1]